# Diwani
Die Diwani-Schrift (osmanisch دیوانی Divanî) ist ein Schriftstil der islamischen Kalligrafie. Sie wurde für Erlasse des Sultans und für die Administration des osmanischen Reiches entwickelt. Dieser Stil ist bedacht sehr kompliziert konzipiert, weil dies die Fälschung offizieller Dokumente erschwerte.